# Контр (Шер)
Контр (фр. Contres) насеље је и општина у централној Француској у региону Центар (регион), у департману Шер која припада префектури Сент Аман Монрон.
По подацима из 2011. године у општини је живело 35 становника, а густина насељености је износила 2,18 становника/km². Општина се простире на површини од 16,03 km². Налази се на средњој надморској висини од 172 метара (максималној 175 m, а минималној 160 m).

## Демографија
| 1962. | 1968. | 1975. | 1982. | 1990. | 1999. | 2011. |
| ----- | ----- | ----- | ----- | ----- | ----- | ----- |
| 51    | 56    | 26    | 21    | 28    | 31    | 35    |

График промене броја становника у току последњих година